# میدان (بافت)
میدان یک روستا در ایران است که در دهستان خبر شهرستان بافت واقع شده‌است. میدان ۱۱۷ نفر جمعیت دارد.